# Classement ECF
La méthode de classement ECF est la façon de classer les joueurs d’échecs utilisée par la fédération anglaise des échecs (English Chess Federation). Le classement obtenu par cette méthode est appelé classement ECF (ECF grade en anglais). Il s'agit d'un classement unique, à la fois par sa méthode et par le classement obtenu.

## Calcul du classement

### Formule
Chaque partie officielle jouée dans le cadre des rencontres dans le cadre du système ECF entraîne l'attribution d'un classement pour chaque joueur. Il est calculé ainsi :
{\displaystyle C_{joueur}=C_{adversaire}-50+100n}
où n est le résultat de la partie pour chacun des joueurs : 1 pour une victoire, 0,5 pour un match nul ou 0 pour une défaite. 

Le perdant va donc laisser autant de points à son adversaire que celui-ci va en gagner : il s'agit d'un jeu à somme nulle. 
Exemple d'application de la formule

Soit un joueur A, classé 160, qui joue et l'emporte face à un joueur B, classé 140. 
La performance du joueur A est : 
{\displaystyle C_{A}=C_{B}-50+100n=140-50+(100\times 1)=190}
Celle du joueur B est : 
{\displaystyle C_{B}=C_{A}-50+100n=160-50+(100\times 0)=110}

### Condition supplémentaire d'application de la formule
Il y a toutefois une condition dans ce calcul : les joueurs séparés de plus de 40 points sont traités comme ayant exactement 40 points de différence lors du calcul du classement. 
Exemple d'application avec la condition supplémentaire

Soit le joueur A classé 160 et le joueur B classé cette fois-ci 100. 

Le joueur A est supposé être classé 120 et il obtient alors :

{\displaystyle C_{A}=120-50+(100\times 1)=170}. 

Quant au joueur B, il est considéré comme ayant 140 points, et à la suite de la partie jouée, il obtient :

{\displaystyle C_{B}=140-50+(100\times 0)=90} 

Ceci permet notamment de protéger les forts joueurs des effets secondaires de ce classement, qui s'applique quel que soit le résultat, en réduisant notamment leur perte de points s'ils perdent face à un joueur nettement moins bien classé, mais qui aura réalisé une partie exceptionnelle.

### Mise à jour du classement
À la fin de chaque saison, il est fait une moyenne des performances de chaque joueur. Un nouveau classement individuel est alors établi pour la saison suivante. Si le joueur n'a pas joué plus de trente parties en une saison, ce sont ses dernières parties des deux années précédentes qui sont incluses dans la moyenne, afin d'obtenir un nombre de parties supérieur à 30. Depuis la saison 2011/2012, les moyennes des performances des joueurs sont effectuées deux fois par an, au premier janvier et au 1er juillet, afin que le classement se rapproche plus de la réalité.
En théorie, une personne pas encore classée a un classement égal à zéro. En pratique, il existe des classements négatifs, indiqués par « zéro » sur le classement officiel.
Le plus faible des joueurs de club adultes est classé autour de 40. Un classement à trois chiffres est source de prestige pour la plupart des joueurs occasionnels, alors que ceux qui étudient sérieusement le jeu tentent de dépasser 150. Un joueur classé à plus de 200 points est en général un joueur reconnu en dehors de sa région et peut être considéré comme un candidat sérieux à un titre de maître. Les classements dépassant allègrement 200 perdent de leur sens dans la mesure où les joueurs vraiment forts ont tendance à jouer surtout lors de grands tournois officiels.

## Conversion entre le classement ECF et le classement Elo
La conversion entre les classements ECF et Elo tenu par la FIDE s'obtient par un calcul simple. À partir du classement ECF : 

{\displaystyle C_{ELO}=8.C_{ECF}+650\Leftrightarrow C_{ECF}={\dfrac {(C_{ELO}-650)}{8}}}

## Le classement ECF dans la culture échiquéenne
Le nom attribué à l'« attaque des 150 » est issu du classement ECF. Il s'agit d'une variante de la défense Pirc, popularisée par des joueurs britanniques, nommée ainsi selon Sam Collins car « même un joueur classé 150 peut tenir avec les Blancs »,.